# Sarmak
Sarmak (persiska: سرمک) är en ort i Iran.   Den ligger i provinsen Bushehr, i den centrala delen av landet, 800 km söder om huvudstaden Teheran. Sarmak ligger 450 meter över havet och antalet invånare är 293.
Terrängen runt Sarmak är varierad. Runt Sarmak är det glesbefolkat, med 15 invånare per kvadratkilometer. Närmaste större samhälle är Shanbeh, 12,7 km sydväst om Sarmak. Trakten runt Sarmak är ofruktbar med lite eller ingen växtlighet.